# Сборная Украинской ССР по футболу
Сборная Украинской ССР по футболу (укр. Збірна Української РСР з футболу) — футбольная команда, представлявшая УССР на всесоюзной и международной футбольной арене. Управляющий орган — Федерация футбола УССР.

## История
Сборная УССР по футболу нерегулярно созывалась для участия в футбольных турнирах Всесоюзной спартакиады, Спартакиад народов СССР, а также в товарищеских матчах с зарубежными национальными сборными, сборными союзных республик, сборными спортивных союзов и т. д.
В Спартакиадах 1956 и 1979 годов участвовали полноценные сборные, а в 1983 и 1986 годах — молодёжные. Во время Спартакиады 1979 сборную УССР тренировал Валерий Лобановский, а в её составе выступали, в частности, Анатолий Демьяненко, Леонид Буряк, Олег Блохин, Владимир Бессонов, Степан Юрчишин. Кроме того, в составе сборной УССР в разное время выступали Геннадий Литовченко, Олег Протасов, Павел Яковенко, Алексей Михайличенко, Сергей Ковалец и другие.
Также в 1960-е гг. имелась сборная команда УССР класса Б.

## Матчи
| Дата             | Турнир                          | Место проведения | Хозяева                                            | Счёт  | Гости                             | Голы хозяев                         | Голы гостей                                                                 |
| ---------------- | ------------------------------- | ---------------- | -------------------------------------------------- | ----- | --------------------------------- | ----------------------------------- | --------------------------------------------------------------------------- |
| 8 августа 1928   | Товарищеский матч               | Харьков          | УССР                                               | 1:2   | Федерация красного спорта Уругвая |                                     |                                                                             |
| 13 августа 1928  | Товарищеский матч               | Москва           | УССР                                               | 3:2   | Федерация красного спорта Уругвая |                                     |                                                                             |
| 18 августа 1928  | Чемпионат СССР 1928. 1/8 финала | Москва           | УССР                                               | 2:1   | Закавказская СФСР                 |                                     |                                                                             |
| 19 августа 1928  | Чемпионат СССР 1928. 1/4 финала | Москва           | УССР                                               | 6:2   | Белорусская ССР                   |                                     |                                                                             |
| 21 августа 1928  | Чемпионат СССР 1928. 1/2 финала | Москва           | УССР                                               | 7:1   | Уругвай                           |                                     |                                                                             |
| 23 августа 1928  | Чемпионат СССР 1928. Финал      | Москва           | Москва                                             | 1:0   | УССР                              | Троицкий 61'                        |                                                                             |
| 27 августа 1929  | Товарищеский матч               | Харьков          | УССР                                               | 4:1   | Нижняя Австрия                    | Кротов, Штрауб (2 гола), Алфёров    |                                                                             |
| 7 июня 1930      | Товарищеский матч               | Харьков          | УССР                                               | 2:2   | Москва                            |                                     |                                                                             |
| 3 июля 1930      | Товарищеский матч               | Москва           | РСФСР                                              | 5:2   | УССР                              |                                     | Малхасов                                                                    |
| 14 июля 1930     | Товарищеский матч               | Москва           | Москва                                             | 0:2   | УССР                              |                                     | Малхасов                                                                    |
| 10 июня 1931     | Чемпионат СССР 1931. 1/2 финала | Москва           | УССР                                               | 0:3   | Закавказская СФСР                 |                                     |                                                                             |
| октябрь 1931     | Товарищеский матч               | Москва           | РСФСР                                              | 4:1   | УССР                              |                                     |                                                                             |
| 2 мая 1932       | Товарищеский матч               | Москва           | РСФСР                                              | 2:1   | УССР                              | 45' (пен.), 80'                     | 15'                                                                         |
| 14 июня 1932     | Товарищеский матч               | Харьков          | Харьков                                            | 5:2   | УССР                              |                                     |                                                                             |
| 12 октября 1932  | Товарищеский матч               | Харьков          | УССР                                               | 2:2   | Рабочий союз                      | Паровышников (2 гола)               |                                                                             |
| 12 августа 1933  | Товарищеский матч               | Харьков          | УССР                                               | 3:2   | Турция                            | Щегоцкий 49', 67', 85'              | 1 тайм, 89'                                                                 |
| 20 августа 1934  | Товарищеский матч               | Киев             | УССР                                               | 4:3   | Турция                            | Лайко (2 голи), Шиловский, Щегоцкий |                                                                             |
| 17 августа 1935  | Товарищеский матч               | Париж            | Рабочий союз Нидерландов                           | 0:11  | УССР                              |                                     | Щегоцкий (2 гола), Паровышников, Махиня, Лайко                              |
| 18 августа 1935  | Товарищеский матч               | Париж            | Рабочая спортивно-гимнастическая федерация Франции | 1:17  | УССР                              | …                                   | Паровышников (3 гола), Махиня (2 гола), Щегоцкий (2 гола), Шиловский, Лайко |
| 21 августа 1935  | Товарищеский матч               | Клиши-ла-Гаренн  | Рабочая спортивно-гимнастическая федерация Франции | 0:9   | УССР                              |                                     |                                                                             |
| 23 августа 1935  | Товарищеский матч               | Иври-сюр-Сен     | Рабочий союз Парижа                                | 0:16  | УССР                              |                                     |                                                                             |
| 25 августа 1935  | Товарищеский матч               | Лимож            | Рабочий союз Лиможа                                | 0:15  | УССР                              |                                     |                                                                             |
| 29 августа 1935  | Товарищеский матч               | Париж            | Ред Стар-Олимпик                                   | 1:6   | УССР                              |                                     | Шиловский (3 гола), Паровышников (2 гола), Щегоцкий                         |
| 1 сентября 1935  | Товарищеский матч               | Антверпен        | Рабочий союз Антверпена                            | 0:12  | УССР                              |                                     |                                                                             |
| 4 сентября 1935  | Товарищеский матч               | Льеж             | Рабочий союз Льежа                                 | 1:8   | УССР                              | …                                   |                                                                             |
| 11 сентября 1935 | Товарищеский матч               | Киев             | УССР                                               | 0:1   | Прага                             |                                     |                                                                             |
| 1965             | Товарищеский матч               | Индия            | Молодёжная сборная Индии                           | 0:3   | УССР                              |                                     |                                                                             |
| 1965             | Товарищеский матч               | Рангун           | Бирма                                              | 1:2   | УССР                              |                                     | Школьников (2 гола)                                                         |
| 1965             | Товарищеский матч               | Бирма            | Молодёжная сборная Бирмы                           | 0:6   | УССР                              |                                     | Школьников (3 гола)                                                         |
| ноябрь 1966      | Товарищеский матч               | Сегу             | Сегу                                               | 0:1   | УССР                              |                                     | Балаба (пен.)                                                               |
| 1966             | Товарищеский матч               | Гвинея           | Гвинея                                             | ничья | УССР                              |                                     |                                                                             |

### I летняя Спартакиада народов СССР (1956)
Состав сборной Украинской ССР на футбольном турнире: 1. О. Макаров, 12. Е. Лемешко; 2. В. Ерохин, 3. В. Голубев (к), 4. Т. Попович, 14. В. Соболев; 5. Ю. Войнов, 6. Э. Юст, 15. М. Думанский; 7. И. Бобошко, 8. В. Терентьев, 9. С. Коршунов, 10. М. Коман, 11. В. Фомин, 13. В. Каневский, 16. В. Сапронов, 17. Г. Граматикопуло. Тренеры: О. А. Ошенков, А. Л. Идзковский.
| Дата            | Стадия            | Место проведения | Хозяева        | Счёт       | Гости               | Голы хозяев                            | Голы гостей   |
| --------------- | ----------------- | ---------------- | -------------- | ---------- | ------------------- | -------------------------------------- | ------------- |
| 4 августа 1956  | 1/8 финала        | Москва           | УССР           | 2:1 (д.в.) | Казахская ССР       | Терентьев 35', … (д.в.)                | Краснов 14'   |
| 8 августа 1956  | 1/4 финала        | Москва           | УССР           | 4:1        | Азербайджанская ССР | Войнов 20', …'; Коршунов 60'; Фомин …' | Терентьев …'  |
| 12 августа 1956 | 1/2 финала        | Москва           | Грузинская ССР | 3:1        | УССР                | Калоев 2',19' Чкуасели 89'             | Войнов 9'     |
| 15 августа 1956 | Матч за 3-е место | Москва           | УССР           | 2:1        | Ленинград           | Бобошко 52'; Войнов 54'                | А.Денисов 62' |

### VII летняя Спартакиада народов СССР (1979)
Состав сборной Украинской ССР на футбольном турнире: 1. Ю. Роменский, 2. А. Коньков, 3. С. Балтача, 4. А. Демьяненко, 5. С. Журавлёв, 6. В. Лозинский, 7. Л. Буряк, 8. А. Хапсалис, 9. В. Колотов (все — «Динамо» К), 10. А. Дорошенко («Черноморец» Од), 11. О. Блохин, 12. А. Бережной (оба — «Динамо» К), 13. В. Лещук («Черноморец» Од), 14. В. Бессонов («Динамо» К), 15. С. Юрчишин («Карпаты» Лв), 16. В. Роговский, 17. Ю. Дегтерёв, 18. В. Старухин, 19. Н. Федоренко, 20. В. Пьяных (все — «Шахтёр» Д). Старший тренер — В. Лобановский, тренер — В. Богданович.
| Дата           | Стадия                                 | Место проведения | Хозяева         | Счёт | Гости  | Голы хозяев      | Голы гостей                                  |
| -------------- | -------------------------------------- | ---------------- | --------------- | ---- | ------ | ---------------- | -------------------------------------------- |
| 21 июля 1979   | Матч подгруппы 3                       | Киев             | Узбекская ССР   | 1:2  | УССР   | Чуркин 45'       | Блохин 27'; Юрчишин 36'                      |
| 23 июля 1979   | Матч подгруппы 3                       | Киев             | Таджикская ССР  | 1:3  | УССР   | Гесс 32'(пен.)   | Роговский 30'; Буряк 39' (пен.); Колотов 56' |
| 25 июля 1979   | Матч подгруппы 3                       | Киев             | РСФСР           | 1:5  | УССР   | Радаев 49'       | Блохин 9', 40', 70'; Колотов 28', 32'        |
| 28 июля 1979   | Матч подгруппы А                       | Москва           | Литовская ССР   | 0:2  | УССР   |                  | Буряк 39'; Хапсалис 78'                      |
| 28 июля 1979   | Матч подгруппы А                       | Москва           | Белорусская ССР | 0:0  | УССР   |                  |                                              |
| 1 августа 1979 | Полуфинальный турнир. Матч подгруппы А | Москва           | УССР            | 0:2  | Москва |                  | Сидоров 6'; Черенков 21'                     |
| 4 августа 1979 | Матч за 3 место                        | Москва           | УССР            | 2:1  | РСФСР  | Юрчишин (2 гола) | В. Панфилов                                  |

### VIII летняя Спартакиада народов СССР (1983)
Состав сборной Украинской ССР на футбольном турнире: 1. В. Паламарчук («Черноморец» Од.), 2. С. Кузнецов («Металлист» X.), 3. Е. Драгунов (СКА К), 4. В. Каратаев («Динамо» К), 5. В. Горилый («Таврия» Смф.), 6. Г. Литовченко («Днепр» Дн.), 7. И. Петров («Шахтер» Дн.), 8. С. Процюк («Динамо» К), 9. О. Протасов («Днепр» Дн.), 10. В. Коман (?-5), 11. П. Яковенко, 12. А. Михайличенко (все — «Динамо» К), 13. Я. Лендел (СКА «Карпаты»), 14. Ю. Гуляев («Таврия» Смф.), 15. С. Третьяк (СКА Од.), 16. И. Рутковский (СКА К), 17. А. Спицын («Металлург» Зап.), 18. С. Герусов («Шахтер» Дн.), 19. О. Ярицкий («Подолье» Хмельницкий), 20. Я. Дмитрук («Авангард» Ровно). Старший тренер — Е. Котельников. Тренер — В. Хмельницкий.
| Дата               | Стадия                                 | Место проведения | Хозяева | Счёт           | Гости               | Голы хозяев                          | Голы гостей |
| ------------------ | -------------------------------------- | ---------------- | ------- | -------------- | ------------------- | ------------------------------------ | ----------- |
| 20 июля 1983       | Предварительные игры. Матч подгруппы 2 | Рязань           | УССР    | 4:1            | Узбекская ССР       | Коман (2 гола), Протасов, Литовченко | Никифоров   |
| 22 июля 1983       | Предварительные игры. Матч подгруппы 2 | Рязань           | УССР    | 4:0            | Армянская ССР       |                                      |             |
| 24 июля 1983       | Предварительные игры. Матч подгруппы 2 | Рязань           | УССР    | 3:0            | Азербайджанская ССР |                                      |             |
| июль — август 1983 | Полуфинальный турнир. Матч подгруппы Б | Рязань           | УССР    | 3:0            | Белорусская ССР     |                                      |             |
| июль — август 1983 | Полуфинальный турнир. Матч подгруппы Б | Рязань           | РСФСР   | 1:0            | УССР                |                                      |             |
| июль — август 1983 | Полуфинальный турнир. Матч подгруппы Б | Рязань           | УССР    | 4:1            | Молдавская ССР      |                                      | Миличенко   |
| июль — август 1983 | Матч за 3 место                        | Москва           | Москва  | 1:1 (пен. 3:1) | УССР                |                                      |             |

### IX летняя Спартакиада народов СССР (1986)
Состав сборной Украинской ССР на футбольном турнире: А. Ковтун, В. Цыткин; В. Горилый, С. Шматоваленко (СКА Одесса), О. Деревинский, А. Дюльдин, А. Еней, Р. Колоколов, А. Нефедов, А. Ролевич; С. Ковалец, С. Герасимец, А. Есипов, А. Иванов, С. Художилов, А. Мареев, В. Марчук, А. Гущин, А. Сидельников, В. Сторчак, О. Сердюк. Старший тренер В. Колотов, тренеры — В. Трошкин, Е. Котельников. Всем украинским футболистам за победу на турнире присвоено звание мастеров спорта СССР.
| Дата               | Стадия                                 | Место проведения          | Хозяева | Счёт | Гости               | Голы хозяев     | Голы гостей |
| ------------------ | -------------------------------------- | ------------------------- | ------- | ---- | ------------------- | --------------- | ----------- |
| июнь — август 1986 | Предварительные игры. Матч подгруппы 3 | Донецк                    | УССР    | 1:0  | Узбекская ССР       |                 |             |
| июнь — август 1986 | Предварительные игры. Матч подгруппы 3 | Донецк                    | УССР    | 2:1  | Белорусская ССР     |                 |             |
| июнь — август 1986 | Предварительные игры. Матч подгруппы 3 | Донецк                    | УССР    | 1:0  | Азербайджанская ССР |                 |             |
| июнь — август 1986 | Полуфинальный турнир. Матч подгруппы А | Никополь или Орджоникидзе | УССР    | 2:0  | Молдавская ССР      |                 |             |
| июнь — август 1986 | Полуфинальный турнир. Матч подгруппы А | Никополь или Орджоникидзе | УССР    | 1:0  | РСФСР               |                 |             |
| июнь — август 1986 | Полуфинальный турнир. Матч подгруппы А | Никополь или Орджоникидзе | УССР    | 7:2  | Казахская ССР       |                 |             |
| 27 июля 1986       | Финал                                  | Киев                      | УССР    | 1:0  | Узбекская ССР       | Сидельников 15' |             |